# Coupe du Golfe des clubs champions 2016
Navigation
Édition précédente Édition suivante
La Coupe du golfe des clubs champions 2016 devait être la trente-et-unième édition de la Coupe du golfe des clubs champions. Douze équipes, qualifiées par le biais de leur championnat national, disputent le tournoi, qui est organisé en deux phases. Lors de la première, les formations sont réparties en trois poules de quatre; les deux premiers de chaque poule et les deux meilleurs troisièmes se qualifient pour la phase finale, qui est jouée sous forme de tableau, avec quarts (disputés sur un match unique) puis demi-finales (matchs aller et retour) puis finale (à nouveau sur un seul match). 
Dans un premier temps prévue pour démarrer en février 2016, à la suite de la suspension du Koweït par la FIFA, la compétition est par la suite annulée, par manque de sponsor.

## Équipes participantes
- Al-Fateh 6e du championnat d'Arabie saoudite en 2014-2015
- Al Faisaly 7e du championnat d'Arabie saoudite en 2014-2015
- Manama Club 3e du championnat du Bahreïn en 2014-2015
- Al Hidd Club Vainqueur de la Bahraini King's Cup 2015
- Al Wasl Dubaï 6e du championnat des Émirats arabes unis en 2014-2015
- Baniyas SC 8e du championnat des Émirats arabes unis en 2014-2015
- Al Arabi Sporting Club Vice-champion du Koweït en 2014-2015
- Al Jahra 3e du championnat du Koweït en 2014-2015
- Sur Club 3e du championnat d'Oman en 2014-2015
- Al Nasr Salalah 4e du championnat d'Oman en 2014-2015
- Al Ahli SC 5e du championnat du Qatar en 2014-2015
- Al-Arabi Sports Club 8e du championnat du Qatar en 2014-2015

## Compétition

### Première phase

#### Groupe A
| Rang | Équipe          | Pts | J | G | N | P | Bp | Bc | Diff |  | Résultats (▼ dom., ► ext.) |   |   |   |   |
| ---- | --------------- | --- | - | - | - | - | -- | -- | ---- |  | -------------------------- | - | - | - | - |
| 1    | Al Jahra        |     |   |   |   |   |    |    |      |  | Al Jahra                   |   | - | - | - |
| 2    | Manama Club     |     |   |   |   |   |    |    |      |  | Manama Club                | - |   | - | - |
| 3    | Al Nasr Salalah |     |   |   |   |   |    |    |      |  | Al Nasr Salalah            | - | - |   | - |
| 4    | Al Ahli SC      |     |   |   |   |   |    |    |      |  | Al Ahli SC                 | - | - | - |   |

#### Groupe B
| Rang | Équipe                 | Pts | J | G | N | P | Bp | Bc | Diff |  | Résultats (▼ dom., ► ext.) |   |   |   |   |
| ---- | ---------------------- | --- | - | - | - | - | -- | -- | ---- |  | -------------------------- | - | - | - | - |
| 1    | Al Arabi Sporting Club |     |   |   |   |   |    |    |      |  | Al Arabi Sporting Club     |   | - | - | - |
| 2    | Al-Fateh               |     |   |   |   |   |    |    |      |  | Al-Fateh                   | - |   | - | - |
| 3    | Baniyas SC             |     |   |   |   |   |    |    |      |  | Baniyas SC                 | - | - |   | - |
| 4    | Al-Arabi Sports Club   |     |   |   |   |   |    |    |      |  | Al-Arabi Sports Club       | - | - | - |   |

#### Groupe C
| Rang | Équipe        | Pts | J | G | N | P | Bp | Bc | Diff |  | Résultats (▼ dom., ► ext.) |   |   |   |   |
| ---- | ------------- | --- | - | - | - | - | -- | -- | ---- |  | -------------------------- | - | - | - | - |
| 1    | Al Wasl Dubaï |     |   |   |   |   |    |    |      |  | Al Wasl Dubaï              |   | - | - | - |
| 2    | Al Hidd Club  |     |   |   |   |   |    |    |      |  | Al Hidd Club               | - |   | - | - |
| 3    | Sur Club      |     |   |   |   |   |    |    |      |  | Sur Club                   | - | - |   | - |
| 4    | Al Faisaly    |     |   |   |   |   |    |    |      |  | Al Faisaly                 | - | - | - |   |